# جورج هال (لاعب كرة قدم أمريكية)
جورج هال (بالإنجليزية: George Hall)‏ هو لاعب كرة قدم أمريكية أمريكي، ولد في 2 أغسطس 1984 في Groton, Connecticut ‏ في الولايات المتحدة.